# The Power Station
I The Power Station sono stati un supergruppo rock anglo-statunitense, attivo dal 1984 al 1997.

## Storia
Il gruppo era formato dal cantante Robert Palmer, dai due componenti dei Duran Duran, Andy Taylor (chitarra) e John Taylor (basso), e dal batterista degli Chic Tony Thompson. Un altro componente degli Chic, Bernard Edwards, fu coinvolto nel lavoro di produzione in studio come produttore, svolgendo per un breve periodo anche la funzione di manager del gruppo.
Il gruppo si formò a New York e Londra alla fine del 1984, prendendo il nome dal famoso studio di registrazione dove registrò il suo primo album. Questo studio era stato ricavato da una vera stazione elettrica (power station in inglese) alta cinque piani, dotata di un'acustica particolare. Dopo un'esibizione di grande successo al Saturday Night Live il 16 febbraio 1985 in cui furono eseguite dal vivo Some Like It Hot e Get It On (Bang a Gong), a marzo pubblicarono l'omonimo album e partirono per un tour estivo negli Stati Uniti registrando il tutto esaurito in tutte le date.
Tuttavia la formazione che andò in tour non comprendeva Robert Palmer, che aveva abbandonato il gruppo per registrare un lavoro solista sfruttando l'improvvisa nuova popolarità (Tony Thompson, Andy Taylor e Bernard Edwards diedero il loro contributo al grande successo dell'album di Palmer Riptide del 1985). Il cantante che si esibì nelle date dal vivo era Michael Des Barres (già membro di Silverhead, Checquered Past e Detective). Des Barres si esibì anche al Live Aid di Filadelfia.
Con questa "nuova" formazione, i Power Station fecero un breve cameo nell'episodio Whataver Works (2x02) della serie TV cult Miami Vice.  
Al termine del tour i membri tornarono ai loro gruppi di appartenenza, ma nel 1996 si riunirono per registrare l'album di inediti Living in Fear, prima di sciogliersi definitivamente.

## Formazione

### Ultima
- Robert Palmer – voce (1984–85, 1995–1997; morto nel 2003)
- Andy Taylor – chitarra (1984–85, 1995–1997)
- John Taylor – basso  (1984–85, 1997)
- Tony Thompson – batteria (1984–85, 1995–97; morto nel 2003)

### Altri ex membri
- Michael Des Barres – voce (1985)
- Bernard Edwards – basso (1995–96; morto nel 1996)

## Discografia
Album in studio
- 1985 - The Power Station
- 1996 - Living in Fear
- 2020 - Reunion

Raccolte
- 2002 - The Best of The Power Station